# 庄頼家
庄 頼家（しょう よりいえ、生年不詳 - 治承8年（1184年））は、平安時代末期の武蔵国児玉党（現在の埼玉県本庄市栗崎出身）の武将。通称小太郎。
庄小太郎頼家は、児玉党の本宗家5代目である庄太郎家長の嫡子に生まれ、児玉党本宗家6代目を継いだ武将である。

## 一ノ谷の戦いとその後
平家追討にともない、父家長とその兄弟達と共に源範頼の大手軍に従い、一ノ谷の戦いに参戦、奮戦するも戦死（彼の死によって、庄氏本宗家の直系は絶えることとなる）。その後、夫人によって宥荘寺に墓が建てられる。頼家の夫人は妙清禅尼（みょうせいぜんに）と名を改め、夫の菩提を弔ったが、夫人はまだ幼く、嫡子も生まれていなかったため、頼家の弟である三郎右衛門家次が養子となり、本宗家を継ぐこととなる。『吾妻鑑』には、「本庄三郎左衛門」と言う表記が見られ、初めて本庄氏を名乗ったものと考えられているが、議論の余地が残っている（後述）。その後、庄氏本宗家は備中国に移り、そのまま永住し、土着したため、武蔵国に残った庄氏が本庄氏を名乗ることとなる。児玉党の本宗家を継いだのは家次の弟である時家であり、庄氏の分家である（庄氏の本宗家は備中へ行き、児玉党の本宗家を継いだのが庄氏分家ということ非常に混同しやすい）。
頼家が、どのような最期であったかは伝承はなく、古文献にも記述はないが、『源平盛衰記』には、庄三郎家長（三郎は誤記、本来は太郎）父子が乗りかえ馬三騎（小型な在来馬は、大鎧の武者を乗せるには体力が足りなかったため）と共に活動していたことが記されている。この父子の子が頼家と考えられ、平重衡を生け捕る時点では在命であったものとみられ、この後に討ち死にしたものとみられる。

### 宥荘寺のその後
頼家の夫人である妙清禅尼によって、13世紀初めの建仁2年（1202年）に建立された菩提寺が宥荘寺である。しかし14世紀中頃の延元2年（1337年）の薊山合戦で寺は焼失。さらに16世紀中頃の天文24年（1555年）に頼暁と言う紀州の僧侶が本庄氏ゆかりの霊場が無くなるのを惜しみ、西光寺（児玉党祖である有道惟行が浅見山、本庄で言う大久保山に建てた寺）と宥荘寺を一か所に再建した。これを宥勝寺と言う。山号は西光山。
宥荘寺の名の由来は、その名の通り、「荘（庄）氏を宥（なだ）めるための寺」である。
宥勝寺の伝えによれば、天文6年（1537年）の頃に、上杉氏と北条氏が浅見山合戦を起こし、二度目の焼失を経験した。寺主は戦火を逃れ、16年もの間、寺は主不在の状態だったとされる。

## 生年と系譜の考察について
『平家物語』の中でも、若武者とされる者は16～20歳の者達を指した。庄小太郎を20歳前後とした場合、その生まれは1160年代と考えられる。庄小太郎の生年を12世紀中頃の末と仮定した場合、父家長は12世紀前半の生まれである可能性が必然的に高くなる。仮に家長が1140年代の生まれとするなら、その父である家弘（庄小太郎の祖父）は1110年代の生まれと仮定でき、その祖父で、本宗家2代目である児玉弘行が11世紀末の後三年の役に参戦していたとすれば、年代と系譜順に違和感はなく、つじつまが合ってくる。
これらのことから、栗崎館の築造に関しても、1130年以降から1140年代（12世紀の中頃）にかけて築かれたと推測できる。

## 本庄氏の元祖に関する議論
『吾妻鑑』には、13世紀中頃の記述に、「本庄三郎左衛門（家次）」と「本庄四郎左衛門尉（時家）」の名が確認できるが、人名の誤記や混同が多い資料であることを考えると、本庄三郎左衛門は庄三郎右衛門の誤記と考えられる。家長の三男である家次はそのまま備中庄氏となったため、本庄氏を初めて名乗ったのは弟の時家の可能性が高い。西日本で活動していた家次は、弟の時家に対し、『吾妻鏡』の記述が余りにも少なく、本庄氏を称していたかは怪しい。したがって、本庄四郎左衛門尉時家が本庄氏の元祖である可能性の方が大きい。諸々の混同の結果、地元の人間にさえ、本庄氏とは「本宗家の庄氏と言う意味である」という誤説が定着したものと考えられる。
そもそも頼家は本庄氏を名乗っていないし、そのような伝承もない。地元の人間はおろか専門家も頼家を本庄氏の元祖とは認知していない。頼家は本庄氏の元祖ではなく、まして若くして戦死した頼家が備中庄氏の武将になったというのも誤りである。
頼家が本庄氏を称していなかった根拠の一つとして、栗崎村の栗崎館の西方に建立された菩提寺の名称が挙げられる。「荘氏を宥める為の寺」と言う意味で宥荘寺であるのだから、その後世においても荘（庄）小太郎頼家として、当地（地元）に伝えられてきた。頼家が戦死した時、家長の次男である定綱（家綱）はすでに他の領地に土着していたものと見られ、三男である家次が、頼家の養子としては都合がよかったものと見られる（そのため、系図上では家次が次男であると記述されたものと推測されている）。結果的にはその弟の時家が党を継いだ。

## その他
- 『吾妻鑑』の記述内では、頼家の弟である家次や時家の名は登場するが、頼家の名は一切記述されていない。この事から考えても児玉庄氏の伝承通り、頼家は一ノ谷の戦いにおいて戦死したため、記述が特に残らなかったものとみられる。
- 児玉党の本宗家を継ぎながらも嫡男を作る前に戦死した頼家は、後世では系図を創作（捏造）されやすい対象であったと見られ、近世では頼家を先祖とする本庄氏一族が現われている（児玉郡での伝承を無視している）。途絶えてしまったからこそ、その後の系譜を捏造しやすかったというのが実情である。
- 宥勝寺の寺院伝承によれば、頼家の夫人は京の僧に請じて寺を建てたとされる。
- 宥勝寺相伝の古扇は、頼家唯一の遺品であると伝えられている。また、宥勝寺にある「荘小太郎墓」は、五輪塔の形態の墓で、「荘小太郎頼家供養塔」の名称で埼玉県指定旧跡となっている。

## 備考
- 本庄市内には、庄太郎家長が建てさせたとする金鑚神社や大山阿夫利神社（現、阿夫利天神社）があるが、子息である頼家には、そうした伝承はなく、伝承に乏しい面がある。『児玉記考 （前編）』（明治33年発行）の伝承でも、弟である家次が、「家長の後を継いで本庄の城主＝栗崎館の主となる」と伝えられているのに対し、頼家が城堡を築いたという類の伝承は全くない。また、宥勝寺の伝えでも、頼家が栗崎以外の地に何らかの施設を建てさせたとする伝承は伝えられていない。寺院伝承では、頼家の夫人はまだ幼く子もできていなかった、とある事から考えても、頼家が家長から自立したとは考えづらい。家次が一時的にしろ、栗崎館の主となっていたことを考慮すれば、本来、家長が次期館主として継がせたかったのは、長男である頼家と考えられる。最終的には家次の子息は栗崎を離れてしまったわけだが。
- 頼家が若武者とされることから、16～20歳の間と考えられるが、夫人の方はまだ幼く、嫡男もできていなかったと伝えられていることから考慮すると、妙清禅尼自身は10代前半と考えられる。その後、尼としての修行をつみ、栗崎地内に寺を建てたことや家次を養子としたことから考えても、頼家より若いと考えられる。